# Biosteres novissimus
Biosteres novissimus är en stekelart som först beskrevs av Fischer 1964.  Biosteres novissimus ingår i släktet Biosteres och familjen bracksteklar. Inga underarter finns listade.